# Binizo
Binizo, auch Bio oder Biio, († vor 1004) war Graf von Merseburg und im Gebiet zwischen den Flüssen Wipper, Saale, Salza und Böse Sieben im nördlichen Hassegau.
Binizos Herkunft ist ungeklärt, sein Name ungewöhnlich.
Im Zusammenhang mit dem Slawenaufstand von 983 wird Binizo erstmals erwähnt. Er gehörte nach einem Bericht Thietmars von Merseburg gemeinsam mit Erzbischof Giselher von Magdeburg, Bischof Hildeward von Halberstadt, Dietrich von Haldensleben und den Grafen Rikdag, Hodo, Friedrich, Dudo und Siegfried I. (Walbeck) zu einem eilig zusammengestellten Heer, das die Lutizen nach der Zerstörung der Bistümer Brandenburg und Havelberg in ihrem Vormarsch auf Magdeburg aufhalten konnte. In einem Zusammenstoß Ende Juli oder Anfang August 983 gelang es dem sächsischen Aufgebot im Balsamerland, die Slawen hinter die Elbe zurückdrängen.
Im Jahr 984 schlossen sich die Parteigänger des minderjährigen Königs Otto III. auf der Asselburg gegen Heinrich den Zänker zusammen. Zu ihnen zählten auch Binizo und Esiko, die der Chronist Thietmar von Mersburg an unterschiedlichen Stellen beide als Grafen von Merseburg bezeichnet.
Gemeinsam mit Esiko nahm Binizo im Jahr 990 an einem Feldzug gegen den böhmischen Herrscher Boleslav II. und seine Verbündeten, die Lutizen, teil. Boleslav II. war ein Gefolgsmann Heinrich des Zänkers und befand sich im Krieg mit dem polnischen Fürsten Mieszko I., der im Lager Ottos III. stand. Otto III. entsandte zur Unterstützung Mieskos ein Heer unter Führung des Magdeburger Bischof Giselher und des Markgrafen Eckehard von Meißen, zu dem auch das Aufgebot der Merseburger Grafen Binizo und Esiko gehörte. Am 13. Juli 990 wurde das sächsische Expeditionskorps im Gau Selpuli in der heutigen Niederlausitz von den weit überlegenen Truppen Boleslavs II. gestellt. Die Sachsen konnten eine Schlacht vermeiden. Es gelang ihnen einen freien Abzug auszuhandeln. Als Gegenleistung mussten Bischof Giselher, Eckehard I. von Meißen sowie Binizo und Esiko den siegreichen böhmischen Fürsten Boleslav II. als Unterhändler gegen den polnischen Fürsten Mieszko begleiten. Boleslav II. behandelte die Sachsen wie Geiseln, entwaffnete sie und versuchte an der Oder vergeblich, die Gefangenen bei Mieszko I. gegen die erlittenen Gebietsverluste einzutauschen. Durch dessen Weigerung nutzlos geworden, ließ er die Gefangenen ziehen, die sich nur knapp vor den sie verfolgenden Lutizen bis nach Magdeburg retten konnten.
Das Todesjahr Binizos ist unbekannt. Er starb nach Angaben Thietmars von Merseburg auf einem Feldzug, wahrscheinlich gegen die Lutizen, wahlweise in den Jahren 991, 992 oder 997. Nekrologeinträge sind bislang nicht bekannt, insbesondere nicht aus Merseburg oder Magdeburg.
Nach Binizos Tod erhielt Dedo I. auf Fürsprache Bischof Giselhers bei Kaiser Otto III. die Grafschaftsrechte im nördlichen Hassegau. Die Urkunde ist nicht überliefert.
Über Binizo berichtet nur Thietmar von Merseburg.